# كعام

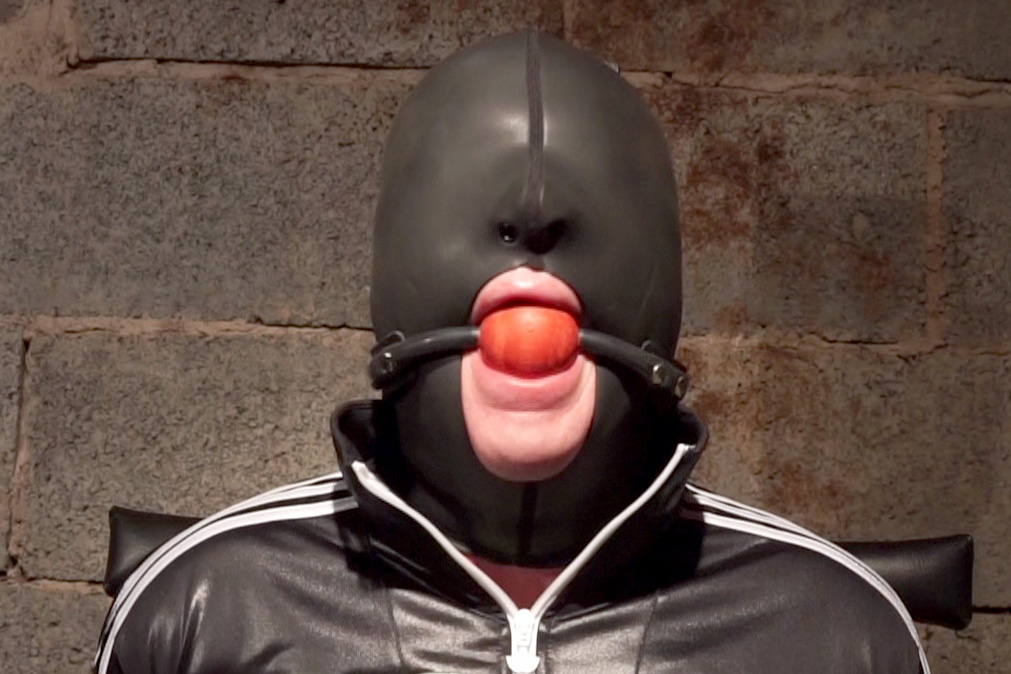
امرأة مرتدية كعامًا.

الكِعَام هو عنصر أو جهاز مصمم لمنع الكلام ويغلب ذلك لمنع المُقيَّد من طلب المساعدة وإبقاء مرتديه صامتًا. يجري ذلك بسد الفم جزئيًا أو كليًا أو محاولة منع اللسان أو الشفتين أو الفك من الحركة في أنماط الكلام الطبعية. كلما بدت الكعامة أكثر فعالية كانت أكثر خطورة. فعلى سبيل المثال يُعد الشريط اللاصق طريقة فعالة لإبقاء فم الشخص مغلقًا ولكنه قد يكون خطيرًا إذا كان لا يستطيع التنفس بحرية من الأنف (على سبيل المثال إذا كان مصابًا بالزكام). لهذا السبب لا ينبغي ترك الشخص المكعم بمفرده. يظهر الكِعام في مسلسلات التلفاز الطويلة وروايات الجريمة لا سيما في القصص المصورة والروايات والأفلام. من المعروف أن المحاكم تُكعم بعض الأشخاص مثل الناشط الحقوقي بوبي سيل. وقد انتُقدت هذه الممارسة لأنها ليست إنسانية.

## طالع أيضًا
- خطام
- مخلاة